# Agripina
Julia Agripina (posiblemente en Oppidum Ubiorum (Colonia), 15-59), emperatriz romana consorte, también conocida como Agripina la Menor —para distinguirla de su madre— o Agripina, fue la hija mayor de Germánico y de su esposa Agripina la Mayor, bisnieta por tanto de Marco Antonio y Octavia la Menor. Fue además hermana de Calígula, esposa y sobrina del emperador romano Claudio y madre del futuro emperador Nerón.

## Biografía

### Primer matrimonio y nacimiento de su hijo
En el año 28, con tan solo 13 años, se casó por primera vez con el cónsul romano Cneo Domicio Enobarbo, quien afirmó de su futuro hijo: «De la unión de Agripina y yo sólo puede salir un monstruo». De esta unión nació nueve años más tarde Lucio Domicio Enobarbo, conocido como Nerón. En enero del año 40, con 25 años de edad y 12 de matrimonio, Agripina enviudó por primera vez.

### En la corte de Calígula
Cuando su hermano Calígula se convirtió en emperador, ella y sus dos hermanas empezaron a gozar de ciertos privilegios que tan solo podía tener la familia imperial. Aun estando casada con Enobarbo, se dice que Agripina mantuvo relaciones sexuales con su hermano, al igual que hacían sus hermanas, y que se prostituyó con miembros de la corte, como sus hermanas Julia Drusila y Julia Livila, que también estaban casadas.
Los privilegios de los que disfrutaba Agripina empezaron a desaparecer tras la muerte de la hermana preferida de Calígula, Drusila. Tras este acontecimiento, el emperador empezó a sufrir una enfermedad mental que provocó que Agripina perdiera el favor de su hermano.

### Conspiración y destierro
Ambiciosa como su madre, Agripina quería continuar con esos privilegios que ahora su hermano no le ofrecía. Por ello junto a su amante Tigelino, Léntulo Getúlico, su hermana pequeña Julia Livila y el amante de ambas y cuñado viudo Marco Emilio Lépido planearon derrocar a Calígula. Al descubrir la conspiración, el emperador ordenó la muerte de Lépido y Getúlico, y el destierro, previo juicio, de sus dos hermanas y Tigelino.
Separada de su hijo, el cual se quedó en Roma al cuidado de su tía paterna, Agripina inició su exilio con la humillación pública de transportar las cenizas de uno de sus amantes. Fue así como puso rumbo a la isla de Pandataria.

### Retorno a Roma
El asesinato de Calígula y el nombramiento como emperador de su tío Claudio, comportó la vuelta a Roma de Agripina y su hermana. Tras reencontrarse con su hijo, Agripina se casó con Cayo Salustio Pasieno Crispo, su antiguo cuñado y cónsul entre 27 y 44. Cuando este murió, antes de 47, se rumoreó que había sido envenenado.
Una vez más, Agripina consiguió tener, poco a poco, una relación cada vez más íntima con su tío, el emperador. Claudio, tras descubrir que su esposa Mesalina, madre de sus hijos Británico y Octavia, le era infiel, decidió ejecutarla y casarse con su sobrina, a pesar de que el matrimonio de tíos y sobrinas era ilegal e incestuoso según la ley romana, problema resuelto mediante un acuerdo especial del Senado.

### En la corte de Claudio
Con 34 años, en 49, contrajo matrimonio por tercera y última vez con su tío, el emperador Claudio. Además, aconsejó a su hijo que se casara con su nueva hermanastra, Octavia. Una vez obtenido el título de emperatriz y Augusta, la primera después de Livia, y de haber obtenido honores y privilegios extraordinarios, Agripina convenció a su marido para que adoptara como heredero a Nerón, hijo de ella, dándole prioridad sobre Británico, el hijo biológico de él. Una vez conseguido su propósito, se dijo que había ordenado que envenenaran a su marido con un plato de setas donde mezclaron comestibles con venenosas, aunque no hay prueba histórica de ello.

### En la corte de su hijo Nerón

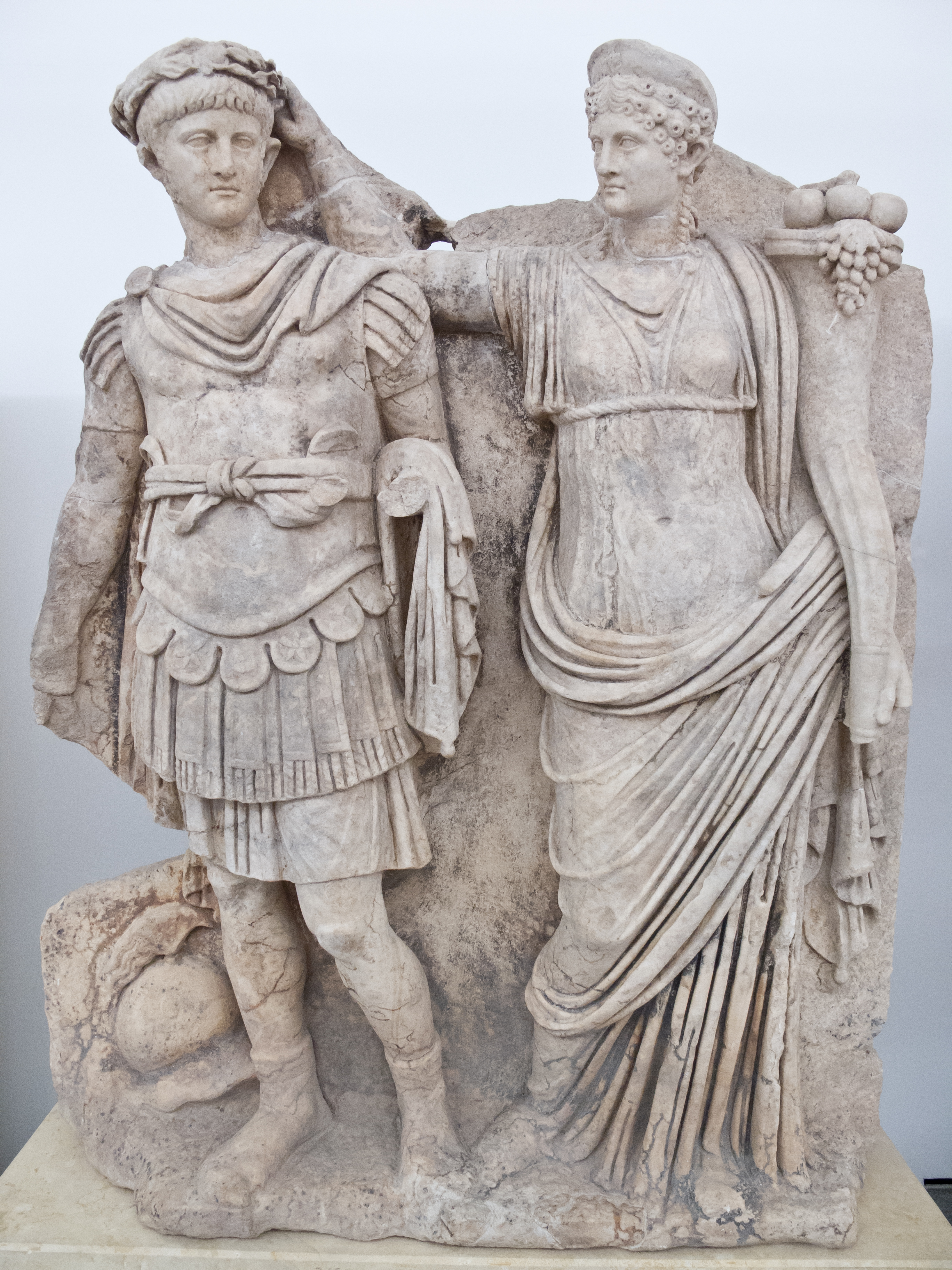
Relieve en el que se representa a Agripina coronando a su hijo Nerón.

Cuando a los 16 años Nerón fue nombrado emperador, Agripina utilizó a su hijo, con el que se dice que mantenía relaciones sexuales, para gobernar Roma. Suetonio explica que Nerón soportaba cada vez menos a su madre, amenazándola con abdicar y exiliarse a Rodas. Ella le dio motivos, aproximándose a su hijastro Británico. Tras el asesinato de este durante un banquete, su influencia disminuyó notablemente y fue invitada a abandonar el palacio imperial.
También cuenta Suetonio, en Vidas de los doce césares, que Nerón asesinó al supuesto amante de su madre, Aulo Plaucio, pues sospechaba que Agripina pensaba sustituirle como emperador con aquel joven. Cuentan que antes de que acabara con su vida, Nerón obligó al supuesto amante a hacerle una felación y que, seguidamente a esto, dijo: “Que venga ahora mi madre y bese a mi sucesor”. 
La llegada de Popea Sabina a la corte imperial como pareja de su hijo fue el final de Agripina. Popea no tardó en darse cuenta de que su futura suegra influía sobre su hijo para satisfacer sus necesidades. Sabiendo que no era bien recibida por ella, Popea convenció a Nerón para que matara a su madre.
En primer lugar intentó envenenarla varias veces. Después ideó derribar su habitación mientras ella estuviera durmiendo dentro, pero descubrió el plan y se enfureció con su hijo. Aprovechando la mala relación existente entre él y su madre, Nerón la invitó a un barco para reconciliarse. Ella, que aceptó, no imaginaba que la intención de su hijo era hundirlo con ella dentro. De nuevo, Agripina descubrió los planes y huyó a nado. Desesperado, el emperador acusó a su madre de ser miembro de una conjuración ficticia y fue ejecutada, aunque los detalles de este crimen tan meditado no están claros.
Su muerte cumplió una profecía de unos astrólogos caldeos que, cuando Agripina les preguntó si su hijo sería rey, le dijeron: «Será rey, pero matará a su madre». Después de escuchar estas palabras, ella contestó: «Occidat, dum imperet!» («¡Que me mate con tal de que reine!»). El asesinato de Agripina estuvo siempre presente en la mente de su hijo, quien dijo ver su espíritu y también a las furias agitando látigos vengadores y antorchas encendidas.

## Árbol genealógico de Agripina
|  |                                 |  |  |  |  |  |  |  |  |  |  |  |  |  |  |  |
|  | 16. Tiberio Claudio Nerón       |  |  |  |  |  |  |  |  |  |  |  |  |  |  |  |
|  |                                 |  |  |  |  |  |  |  |  |  |  |  |  |  |  |  |
|  |                                 |  |  |  |  |  |  |  |  |  |  |  |  |  |  |  |
|  | 8. Tiberio Claudio Nerón        |  |  |  |  |  |  |  |  |  |  |  |  |  |  |  |
|  |                                 |  |  |  |  |  |  |  |  |  |  |  |  |  |  |  |
|  |                                 |  |  |  |  |  |  |  |  |  |  |  |  |  |  |  |
|  | 4. Druso el Mayor               |  |  |  |  |  |  |  |  |  |  |  |  |  |  |  |
|  |                                 |  |  |  |  |  |  |  |  |  |  |  |  |  |  |  |
|  |                                 |  |  |  |  |  |  |  |  |  |  |  |  |  |  |  |
|  | 18. Marco Livio Druso Claudiano |  |  |  |  |  |  |  |  |  |  |  |  |  |  |  |
|  |                                 |  |  |  |  |  |  |  |  |  |  |  |  |  |  |  |
|  |                                 |  |  |  |  |  |  |  |  |  |  |  |  |  |  |  |
|  | 9. Livia Drusila                |  |  |  |  |  |  |  |  |  |  |  |  |  |  |  |
|  |                                 |  |  |  |  |  |  |  |  |  |  |  |  |  |  |  |
|  |                                 |  |  |  |  |  |  |  |  |  |  |  |  |  |  |  |
|  | 19. Alfidia                     |  |  |  |  |  |  |  |  |  |  |  |  |  |  |  |
|  |                                 |  |  |  |  |  |  |  |  |  |  |  |  |  |  |  |
|  |                                 |  |  |  |  |  |  |  |  |  |  |  |  |  |  |  |
|  | 2. Germánico                    |  |  |  |  |  |  |  |  |  |  |  |  |  |  |  |
|  |                                 |  |  |  |  |  |  |  |  |  |  |  |  |  |  |  |
|  |                                 |  |  |  |  |  |  |  |  |  |  |  |  |  |  |  |
|  | 20. Marco Antonio Crético       |  |  |  |  |  |  |  |  |  |  |  |  |  |  |  |
|  |                                 |  |  |  |  |  |  |  |  |  |  |  |  |  |  |  |
|  |                                 |  |  |  |  |  |  |  |  |  |  |  |  |  |  |  |
|  | 10. Marco Antonio               |  |  |  |  |  |  |  |  |  |  |  |  |  |  |  |
|  |                                 |  |  |  |  |  |  |  |  |  |  |  |  |  |  |  |
|  |                                 |  |  |  |  |  |  |  |  |  |  |  |  |  |  |  |
|  | 21. Julia                       |  |  |  |  |  |  |  |  |  |  |  |  |  |  |  |
|  |                                 |  |  |  |  |  |  |  |  |  |  |  |  |  |  |  |
|  |                                 |  |  |  |  |  |  |  |  |  |  |  |  |  |  |  |
|  | 5. Antonia la Menor             |  |  |  |  |  |  |  |  |  |  |  |  |  |  |  |
|  |                                 |  |  |  |  |  |  |  |  |  |  |  |  |  |  |  |
|  |                                 |  |  |  |  |  |  |  |  |  |  |  |  |  |  |  |
|  | 22. Cayo Octavio                |  |  |  |  |  |  |  |  |  |  |  |  |  |  |  |
|  |                                 |  |  |  |  |  |  |  |  |  |  |  |  |  |  |  |
|  |                                 |  |  |  |  |  |  |  |  |  |  |  |  |  |  |  |
|  | 11. Octavia la Menor            |  |  |  |  |  |  |  |  |  |  |  |  |  |  |  |
|  |                                 |  |  |  |  |  |  |  |  |  |  |  |  |  |  |  |
|  |                                 |  |  |  |  |  |  |  |  |  |  |  |  |  |  |  |
|  | 23. Acia                        |  |  |  |  |  |  |  |  |  |  |  |  |  |  |  |
|  |                                 |  |  |  |  |  |  |  |  |  |  |  |  |  |  |  |
|  |                                 |  |  |  |  |  |  |  |  |  |  |  |  |  |  |  |
|  | 1. Agripina la Menor            |  |  |  |  |  |  |  |  |  |  |  |  |  |  |  |
|  |                                 |  |  |  |  |  |  |  |  |  |  |  |  |  |  |  |
|  |                                 |  |  |  |  |  |  |  |  |  |  |  |  |  |  |  |
|  | 12. Lucio Vipsanio Agripa       |  |  |  |  |  |  |  |  |  |  |  |  |  |  |  |
|  |                                 |  |  |  |  |  |  |  |  |  |  |  |  |  |  |  |
|  |                                 |  |  |  |  |  |  |  |  |  |  |  |  |  |  |  |
|  | 6. Marco Vipsanio Agripa        |  |  |  |  |  |  |  |  |  |  |  |  |  |  |  |
|  |                                 |  |  |  |  |  |  |  |  |  |  |  |  |  |  |  |
|  |                                 |  |  |  |  |  |  |  |  |  |  |  |  |  |  |  |
|  | 3. Agripina la Mayor            |  |  |  |  |  |  |  |  |  |  |  |  |  |  |  |
|  |                                 |  |  |  |  |  |  |  |  |  |  |  |  |  |  |  |
|  |                                 |  |  |  |  |  |  |  |  |  |  |  |  |  |  |  |
|  | 28. Cayo Octavio (= 22.)        |  |  |  |  |  |  |  |  |  |  |  |  |  |  |  |
|  |                                 |  |  |  |  |  |  |  |  |  |  |  |  |  |  |  |
|  |                                 |  |  |  |  |  |  |  |  |  |  |  |  |  |  |  |
|  | 14. Augusto                     |  |  |  |  |  |  |  |  |  |  |  |  |  |  |  |
|  |                                 |  |  |  |  |  |  |  |  |  |  |  |  |  |  |  |
|  |                                 |  |  |  |  |  |  |  |  |  |  |  |  |  |  |  |
|  | 29. Acia (= 23.)                |  |  |  |  |  |  |  |  |  |  |  |  |  |  |  |
|  |                                 |  |  |  |  |  |  |  |  |  |  |  |  |  |  |  |
|  |                                 |  |  |  |  |  |  |  |  |  |  |  |  |  |  |  |
|  | 7. Julia la Mayor               |  |  |  |  |  |  |  |  |  |  |  |  |  |  |  |
|  |                                 |  |  |  |  |  |  |  |  |  |  |  |  |  |  |  |
|  |                                 |  |  |  |  |  |  |  |  |  |  |  |  |  |  |  |
|  | 30. Lucio Escribonio Libón      |  |  |  |  |  |  |  |  |  |  |  |  |  |  |  |
|  |                                 |  |  |  |  |  |  |  |  |  |  |  |  |  |  |  |
|  |                                 |  |  |  |  |  |  |  |  |  |  |  |  |  |  |  |
|  | 15. Escribonia                  |  |  |  |  |  |  |  |  |  |  |  |  |  |  |  |
|  |                                 |  |  |  |  |  |  |  |  |  |  |  |  |  |  |  |
|  |                                 |  |  |  |  |  |  |  |  |  |  |  |  |  |  |  |
|  | 31. Sencia                      |  |  |  |  |  |  |  |  |  |  |  |  |  |  |  |
|  |                                 |  |  |  |  |  |  |  |  |  |  |  |  |  |  |  |
|  |                                 |  |  |  |  |  |  |  |  |  |  |  |  |  |  |  |

## Agripina en la cultura popular

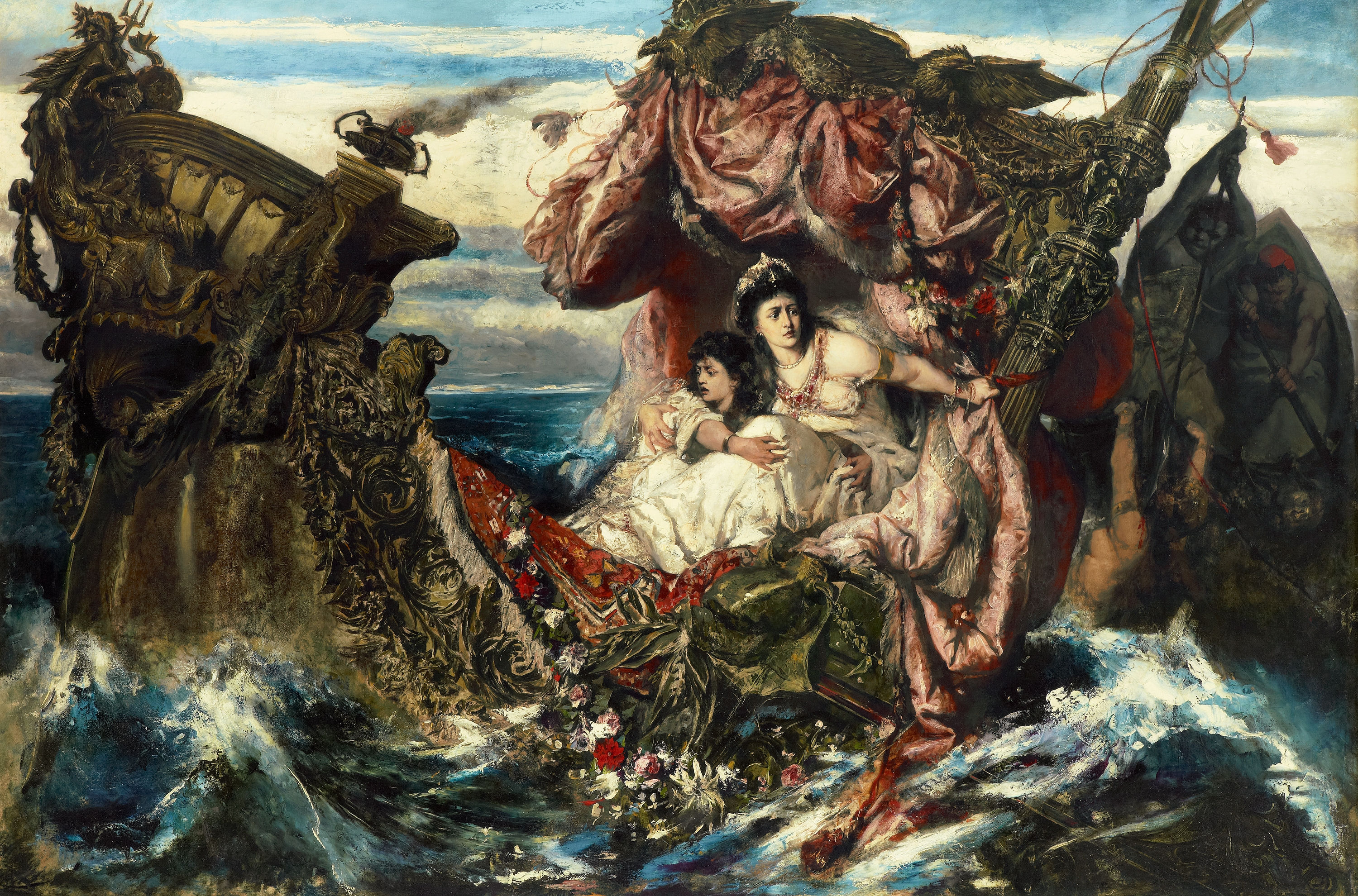
El naufragio de Agripina, de Gustav Wertheimer.

La vida de la emperatriz ha sido inspiración de textos de ficción y películas. En el libro "La emperatriz de Roma", de Pedro Gálvez, se la relata como una mujer inteligente que ejerció su papel protagónico de toda una época: "se convirtió en la figura femenina más fascinante de una época que Trajano consideró la más gloriosa del principado".  En el texto de ficción "Memorias de Agripina" de Pierre Grimal, se asume que Agripina, bisnieta del divino Augusto, hermana de Calígula y sobrina y esposa del emperador Claudio, recurrió al asesinato y al incesto con tal de que su hijo Nerón subiera al poder.

## Filmografía del personaje
| Año  | Obra              | Actriz         |
| ---- | ----------------- | -------------- |
| 1956 | Mio figlio Nerone | Gloria Swanson |
| 1976 | Yo, Claudio       | Barbara Young  |
| 1979 | Calígula          | Lori Wagner    |
| 1985 | Anno Domini       | Ava Gardner    |
| 2005 | Imperium: Nerón   | Laura Morante  |